# Ampelocissus aculeata
Ampelocissus aculeata là một loài thực vật hai lá mầm trong họ Nho. Loài này được (Span.) Planch. miêu tả khoa học đầu tiên năm 1885.